# الست نواعم (فلم)
الست نواعم هو فيلم مصري عرض عام 1958، بطولة تحية كاريوكا وإسماعيل ياسين، من تأليف أبو السعود الإبياري ومن إخراج يوسف معلوف.

## قصة الفيلم
«زكية» خادمة تعمل لدي الراقصة «نواعم» المتزوجة من «صابر» والذي يغضب كثيرًا ويرمي عليها يمين الطلاق حتى يصل عدد الطلقات لثلاثة ومن ثم تنشأ الحاجة إلى محلل وذلك في الوقت الذي تُعرض فيه «زكية» على الأطباء ويروا ضرورة إجراء عملية ل«زكية» لتصبح رجلًا بدلًا من امرأة.

## طاقم التمثيل
- تحية كاريوكا: (نواعم)
- إسماعيل ياسين: (زكية - زكي)
- حسن فايق: (صابر)
- زينات صدقي: (زرافة)
- حسن أتلة: (مدبولي)
- عبد العزيز أبو الليل: (لنش)
- عبد الغفار أبو العطا: (دفة)
- عبد المنعم إسماعيل
- حسين إسماعيل
- الدكتور شديد
- عبد الغني النجدي: (العسكري)
- فوزية حجازي
- وفاء عادل
- سعاد علي
- سعدية ندا
- علي المعاون: (حارس الكباريه)
- عبد المنعم سعودي: (الجراح)
- جمال الدماطي: (مساعد الجراح)
- محمد نبيه: (العربجي)
- مطاوع عويس: (رجل في الزفة)
- عبد الحميد بدوي: (رجل في الزفة)
- منير الفنجري: (الجرسون)
- فايزة إبراهيم: (غناء)
- عمر الجيزاوي: (غناء)

## فريق العمل
- إخراج: يوسف معلوف
- تأليف: أبو السعود الإبياري
- مدير التصوير: برونو سالفي
- مونتاج: محمد عباس
- إنتاج: السعيد صادق
- توزيع: عبد الرحيم يزدي

## وصلات خارجية
- مقالات تستعمل روابط فنية بلا صلة مع ويكي بيانات